# 高砂市立阿弥陀小学校
高砂市立阿弥陀小学校（たかさごしりつあみだしょうがっこう）は、兵庫県高砂市阿弥陀町阿弥陀に所在する公立小学校。
略称は「阿弥陀小」、児童は「阿弥陀っ子」。

## 沿革
- 1873年 - 倉陽小学校、教進小学校、静蔭小学校創立
- 1875年 - 「倉陽小学校」として上記の三校を統合
- 1887年 - 「阿弥陀尋常小学校」設置
- 1909年 - 「阿弥陀尋常高等小学校」として高等科を併設
- 1939年 - 校名を「阿弥陀国民学校」に変更
- 1945年 - 校名を「阿弥陀村立阿弥陀小学校」に変更
- 1954年 - 阿弥陀村が高砂市と合併し、校名を「高砂市立阿弥陀小学校」に変更

## 行事
- 4月 - 入学式
- 6月 - 水泳授業、修学旅行
- 7月 - 自然学校
- 10月 - 運動会
- 11月 - 音楽会
- 3月 - 卒業式

## 通学区域
- 高砂市[2]
  - 阿弥陀町（阿弥陀町魚橋の一部の法華山、谷川以東で加古川バイパス以南を除く）、阿弥陀1丁目、金ヶ田町、伊保町中筋252番地の7から11

進学先中学校の変遷
- 1947年度~1949年度 - 阿弥陀村立阿弥陀中学校
- 1950年度~1974年度 - 組合立天川中学校
- 1975年度~現行 - 高砂市立鹿島中学校[2]

## 通学区域が隣接している学校
- 高砂市立中筋小学校
- 高砂市立伊保小学校
- 高砂市立米田西小学校
- 加古川市立西神吉小学校
- 加古川市立志方西小学校
- 姫路市立別所小学校